# Красноярский радиотелецентр РТРС
Красноярский краевой радиотелевизионный передающий центр (филиал РТРС «Красноярский КРТПЦ») — подразделение Российской телевизионной и радиовещательной сети (РТРС), основной оператор цифрового эфирного и аналогового эфирного теле- и радиовещания Красноярского края.
C 2009 по 2018 годы радиотелецентр выступал исполнителем мероприятий по строительству цифровой эфирной телесети в Красноярском крае в соответствии с федеральной целевой программой «Развитие телерадиовещания в Российской Федерации на 2009—2018 годы».
Филиал обеспечивает 96,4 % населения края 20-ю бесплатными цифровыми эфирными телеканалами: Первый канал, Россия-1, Матч ТВ, НТВ, Пятый канал, Россия К, Россия 24, Карусель (телеканал), Общественное телевидение России, ТВ Центр, Рен-ТВ, Спас, СТС, Домашний, ТВ-3, Пятница, Звезда, Мир, ТНТ, Муз-ТВ и радиостанциями «Радио России», «Маяк» и «Вести ФМ». До создания филиалом цифровой эфирной телесети жители большинства населенных пунктов могли принимать не более 3-5 телеканалов. Таким образом, в 2009—2018 годах Красноярский радиотелецентр РТРС увеличил возможности телесмотрения для жителей края в среднем в 4-7 раз.
Помимо этого филиал способствует развитию интернета и мобильной телефонной связи в регионе.

## История
Первая передающая радиостанция на территории Красноярского края впервые вышла в эфир 7 сентября 1915 года с острова Диксон.
В 20-х годах XX века в Дудинке, Туруханске, Вернеимбатске, Подкаменной Тунгуске, Енисейске, Красноярске — стали устанавливаться первые «кустарные» радиоаппараты искрового типа, с помощью которых поддерживалась радиосвязь между городами региона.
7 ноября 1927 года красноярская ячейка «Общества друзей радио» через любительский самодельный передатчик мощностью около 10 Вт на волне 285 метров впервые публично вышла в эфир и начала неплановые сеансы радиопередач.
Освоение арктического региона в начале 30-х годов послужило началом бурного развития радиосвязи в районах Крайнего Севера. Коротковолновые промышленные передатчики мощностью 150 ватт и 1 кВт появились в Дудинке, Игарке, Туруханске, Туре, маломощные передатчики в других северных населенных пунктах.
20 марта 1931 года был создан Радиоцентр при Красноярской конторе связи. Этот день считается днем рождения современного Красноярского краевого радиотелевизионного передающего центра. После введения в эксплуатацию в 1931 году двух новых промышленных радиопередатчиков — коротковолнового КВГ 150 мощностью 150 Вт и длинноволнового МД-100 мощностью 1 кВт — радиосвязь с районами Крайнего Севера, а также трансляции московских и местных радиопрограмм стали регулярными.
В 1935 году был организован Краевой комитет по радиофикации и радиовещанию, введена должность уполномоченного по делам радиофикации и радиовещания.
В 1936 году Краевой радиокомитет был переведен в здание Храма Преображения Господня (Органный зал Красноярской краевой филармонии).
В 1946 году вышло Постановление Правительства СССР «О строительстве радиоцентра», а 28 декабря 1949 года новая радиостанция Красноярского радиоцентра начала свою работу. В зданиях, построенных на окраине города Красноярск (на юге от станции Бугач), расположилась администрация радиоцентра и техническая база передающих средств. Одновременно с этим продолжалась радиофикация сельских территорий края. Вещание старались организовать даже в самых отдаленных населенных пунктах. В 1950 году в сельской местности действовало 27072 радиоточки, а в 1955 году в деревнях и селах — уже 160200.
Второй после Томска телецентр в Сибири начал свою работу 2 ноября 1957 года, когда государственная комиссия подписала акт приёмки первой очереди Красноярского телецентра.
В 1967 году связисты организовали запуск радиорелейной линии связи Красноярск — Енисейск с использованием аппаратуры Р-600. Запуск обеспечил появление в Красноярске Первой программы ЦТ.
В 1968 году в Красноярске началось строительство станции космической связи «Орбита».
В 1969 решением Совета Министров СССР Красноярский телецентр был реорганизован. На базе телевизионной башни, здания УКВ и станции «Орбита» было создано предприятие Красноярская радиотелевизионная передающая станция (РПС). Аппаратно-студийный комплекс, передвижная телевизионная станция и кинокомплекс перешли в Радиотелевизионный центр (РТЦ).
В 1972 году, с приходом в Красноярск магистральной радиорелейной линии Москва — Хабаровск, краевой центр получил возможность смотреть Вторую программу ЦТ.
В 1973 году Красноярская РПС была переименована в Красноярский краевой радиотелевизионный передающий центр (ККРТПЦ).
В 1988 году в состав Красноярского КРТПЦ вошел Красноярский краевой радиоцентр.
В 1993 году началось развитие сети телевизионного вещания системы «Енисей», предназначенной для трансляции краевой телепрограммы.
В июле 1998 года Красноярский краевой радиотелевизионный передающий центр стал филиалом ВГТРК.
В 2001 году Красноярский краевой радиотелевизионный передающий центр стал филиалом РТРС «Красноярский КРТПЦ».
Согласно постановлению Правительства России № 985 от 3 декабря 2009 года Красноярский край вошел в четвертую очередь создания сетей цифрового эфирного телерадиовещания.
В 2013 году был построен первый объект цифрового эфирного телерадиовещания в городе Красноярск, что позволило охватить вещанием 10 телеканалов первого мультиплекса более 44 % населения Красноярского края. Высота красноярской телебашни составляет 180 метров, максимальная высота вместе с молниеотводом — 199,4 метра. Тестовое вещание началось 1 октября 2013 года.
24 ноября 2017 года состоялся торжественный запуск регионального цифрового вещания в крае. Схема региональной системы распределенной модификации Красноярского филиала РТРС обеспечивает выполнение региональной вставки ГТРК «Красноярск» для программ «Россия-1», «Россия-24», «Радио России».
В конце 2017 года филиал завершил строительство сети эфирного вещания первого мультиплекса в Красноярском крае.
24 декабря 2018 года специалисты филиала РТРС «Красноярский КРТПЦ» включили последние передатчики второго мультиплекса. Цифровая телесеть из 154 передающих станций заработала в полном объеме. 20 цифровых каналов стали доступны для 96,4 % жителей Красноярского края.
В июне 2019 года в Красноярском крае было отключено аналоговое вещание федеральных телеканалов и завершился переход на цифровое вещание.
С 29 ноября 2019 года Красноярский филиал РТРС начал трансляцию региональных программ телеканала «Енисей» в составе первого мультиплекса на телеканале «ОТР».
21 апреля 2022 года филиал РТРС «Красноярский КРТПЦ» стал участником всероссийского образовательного проекта «Урок цифры».
В 2020 – 2022 годах специалисты филиала РТРС «Красноярский КРТПЦ» и ВГТРК модернизировали сеть аналогового эфирного вещания радиостанций «Радио России», «Маяк» и «Вести ФМ». В 2021 филиал начал FM-трансляцию радиостанций «Маяк» и «Вести ФМ» в Норильске, в 2022 году — в Ачинске.
21 ноября 2023 года в Красноярском крае запущен в тестовом режиме многофункциональный интерактивный сервис «РТРС.ПЛЮС».
В 2021–2024 годы радиотелецентр присоединился к проекту «Наследие Красноярского края» и открыл мемориальные доски четырем представителям руководства предприятия, работавшим с 1956 по 2003 годы   .

## Организация вещания
РТРС транслирует в Красноярском крае:
- 20 телеканалов и три радиоканала в цифровом формате;
- один телеканал в аналоговом формате;
- 21 радиоканал.

Инфраструктура эфирного телерадиовещания Красноярского филиала РТРС включает:
- краевой радиотелецентр;
- центр формирования мультиплексов;
- восемь производственных территориальных подразделения (цеха);
- 175 объектов связи филиала;
- 166 антенно-мачтовых сооружений;
- одна передающая земная станция спутниковой связи для врезки местных телеканалов в первый мультиплекс;
- 334 приемные земные станции спутниковой связи;
- 317 цифровых телевизионных передатчиков;
- один аналоговый телевизионный передатчик;
- 100 радиовещательных передатчиков;
- шесть точек присоединения операторов кабельного телевидения: Красноярск, Ачинск, Канск, Норильск, Хатанга, Дудинка;
- 155 устройств замещения регионального контента (реплейсеров);
- 29 устройств вставки локального контента (сплайсеров).

В филиале работают 25 аварийно-профилактических групп.